# Let the Bass Kick in Miami Bitch
Singles de Chuckie et LMFAO
Moombah
(2009)
Let the Bass Kick in Miami Bitch est une chanson du DJ néerlandais Chuckie. Cette chanson est un bootleg du titre Let the Bass Kick de Chuckie et I'm in Miami Trick du groupe LMFAO, l'auteur du bootleg est DJ Inphinity. Let the Bass Kick in Miami Bitch est le plus grand succès de Chuckie.

## Classement par pays

### Let the Bass Kick in Miami Bitch
| Pays                                        | Meilleure position, |
| ------------------------------------------- | ------------------- |
| Royaume-Uni                                 | 9                   |
| Pays-Bas                                    | 17                  |
| Belgique Flandre                            | 17                  |
| Belgique Wallonie                           | 34                  |
| Royaume-Uni Dance Charts Vente single dance | 1                   |
| Brésil Top30 Dance Club Play Diffusion club | 1                   |
| France Club 40 Diffusion club               | 2                   |

### Let the Bass Kick
| Pays                          | Meilleure position, |
| ----------------------------- | ------------------- |
| France                        | 22                  |
| Portugal                      | 16                  |
| France Club 40 Diffusion club | 9                   |

## Liste des pistes
CD-Maxi  DirtyDutch / N.E.W.S. 	05/10/2009
- 1. 	Let The Bass Kick In Miami Bitch (Radio Mix)		2:45
- 2. 	Chuckie - Let The Bass Kick (Radio Edit)		3:58
- 3. 	Chuckie feat. Jermaine Dupri & Lil Jon - Let The Bass Kick (Part 2) (Radio Edit) 3:10
- 4. 	Let The Bass Kick In Miami Bitch (Extended Mix)		6:51